# Regering-Attal
De regering–Attal (Frans: Gouvernement Gabriel Attal) was de vierenveertigste regering van Frankrijk onder de Vijfde Republiek sinds 9 januari 2024. Deze werd per 5 september 2024 opgevolgd door de Regering-Barnier.

## Regering–Attal (2024–2024)
| Ambtsbekleder                                    | Ambtsbekleder        | Ambtsbekleder                | Functie(s)                                 | Ambtstermijn    | Ambtstermijn    | Partij(en) |
| ------------------------------------------------ | -------------------- | ---------------------------- | ------------------------------------------ | --------------- | --------------- | ---------- |
|                                                  | Gabriel Atta         | Gabriel Attal (1989)         | Premier                                    | 9 januari 2024  | heden           | RE         |
|                                                  | Bruno Le Maire       | Bruno Le Maire (1969)        | Minister van Financiën                     | 14 mei 2017     | heden           | RE         |
| Minister van Economische Zaken                   | Bruno Le Maire       | Bruno Le Maire (1969)        |                                            | 14 mei 2017     | heden           | RE         |
| Minister van Industriële Zaken                   | Bruno Le Maire       | Bruno Le Maire (1969)        | 20 mei 2022                                |                 | heden           | RE         |
|                                                  | Gérald Darmanin      | Gérald Darmanin (1982)       | Minister van Binnenlandse Zaken            | 6 juli 2020     | heden           | RE         |
| Minister van Overzeese Gebiedsdelen              | Gérald Darmanin      | Gérald Darmanin (1982)       | 4 juli 2022                                |                 | heden           | RE         |
|                                                  | Stéphane Séjourné    | Stéphane Séjourné (1985)     | Minister van Buitenlandse Zaken            | 11 januari 2024 | heden           | RE         |
|                                                  | Éric Dupond-Moretti  | Éric Dupond- Moretti (1961)  | Minister van Justitie                      | 6 juli 2020     | heden           | O          |
| Zegelbewaarder                                   | Éric Dupond-Moretti  | Éric Dupond- Moretti (1961)  |                                            | 6 juli 2020     | heden           | O          |
|                                                  | Sébastien Lecornu    | Sébastien Lecornu (1986)     | Minister van de Stijdkrachten              | 20 mei 2022     | heden           | RE         |
|                                                  | Catherine Vautrin    | Catherine Vautrin (1960)     | Minister van Volksgezondheid               | 11 januari 2024 | heden           | DVD        |
| Minister van Arbeid en Werkgelegenheid           | Catherine Vautrin    | Catherine Vautrin (1960)     |                                            | 11 januari 2024 | heden           | DVD        |
| Minister van Sociale Zaken                       | Catherine Vautrin    | Catherine Vautrin (1960)     |                                            | 11 januari 2024 | heden           | DVD        |
|                                                  | Amélie Oudéa-Castéra | Amélie Oudéa- Castéra (1978) | Minister van Onderwijs                     | 11 januari 2024 | 8 februari 2024 | RE         |
|                                                  | Nicole Belloubet     | Nicole Belloubet (1955)      | Minister van Onderwijs                     | 8 februari 2024 | heden           | DVG        |
|                                                  | Sylvie Retailleau    | Sylvie Retailleau (1965)     | Minister van Hoger Onderwijs en Wetenschap | 20 mei 2022     | heden           | O          |
|                                                  | Marc Fesneau         | Marc Fesneau (1971)          | Minister van Landbouw en Agrarische Zaken  | 20 mei 2022     | heden           | MoDem      |
|                                                  | Christophe Bechu     | Christophe Bechu (1974)      | Minister van Ecologie                      | 4 juli 2022     | heden           | HOR        |
| Minister van Huisvesting en Ruimtelijke Ordening | Christophe Bechu     | Christophe Bechu (1974)      |                                            | 4 juli 2022     | heden           | HOR        |
|                                                  | Stanislas Guerini    | Stanislas Guerini (1982)     | Minister van Publieke Diensten             | 20 mei 2022     | 11 januari 2024 | RE         |
| Minister voor Bestuurlijke Vernieuwing           | Stanislas Guerini    | Stanislas Guerini (1982)     |                                            | 20 mei 2022     | 11 januari 2024 | RE         |
|                                                  | Rachida Dati         | Rachida Dati (1965)          | Minister van Cultuur                       | 11 januari 2024 | heden           | DVD        |
|                                                  | Amélie Oudéa-Castéra | Amélie Oudéa- Castéra (1978) | Minister van Sport en de Olympische Spelen | 20 mei 2022     | heden           | RE         |

| Viceministers | Viceministers   | Viceministers          | Portefeuille(s)                          | Ministerie | Ambtstermijn    | Ambtstermijn | Partij(en) |
| ------------- | --------------- | ---------------------- | ---------------------------------------- | ---------- | --------------- | ------------ | ---------- |
|               | Prisca Thevenot | Prisca Thevenot (1985) | Regerings- woordvoerder                  | Premier    | 11 januari 2024 | heden        | RE         |
|               | Marie Lebec     | Marie Lebec (1990)     | Minister voor Parlementaire Betrekkingen | Premier    | 11 januari 2024 | heden        | RE         |
|               | Aurore Bergé    | Aurore Bergé (1986)    | Minister voor Gelijkheid en Diversiteit  | Premier    | 11 januari 2024 | heden        | RE         |